# Cuscuta monogyna
Cuscuta monogyna là một loài thực vật có hoa trong họ Bìm bìm. Loài này được Vahl mô tả khoa học đầu tiên năm 1791.